# Petřín Kabelbane
Petřín Kabelbane (på tjekkisk: Lanová dráha na Petřín) er en kabelbane i Tjekkiets hovedstad Prag. Den forbinder bydelen Malá Strana med toppen af Petřín-bjerget. Banen har tre stoppesteder: Újezd (på gadeplan nedenfor bjerget), Nebozízek (midterstationen) og Petřín (på toppen af bjerget).

## Historie

### Første bane
Kabelbanen åbnede i 1891 med en smalsporet (1 meter) strækning på 383 meter. Vognene blev drevet frem ved hjælp af et vægtstangsprincip, der fungerede ved, at vand blev pumpet ind i øverste vogn, der hermed blev så tung, at den kørte ned og samtidig trak den anden vogn op via et indbyrdes forbundet kabel. Herefter blev vandet pumpet op i den vogn som nu var øverst og processen startede forfra. Denne kabelbane lukkede ved udbruddet af 1. Verdenskrig i 1914 og genåbnede først efter krigens ophør.

### Anden bane
Den nuværende Petřín Kabelbane åbnede i 1932. Der var tale om en komplet ombygget kabelbane med bredere sporvidde og en væsentligt længere strækning. Også stationer, vogne og øvrigt udstyr blev ny- eller ombygget samtidig. Banen var i drift – også under 2. Verdenskrig – helt frem til 1965, hvor et stort jordskred satte anlægget ud af drift. 
Først i 1985 blev kabelbanen genåbnet. Der var foretaget en gennemgribende renovering af skinnelegemet og nye vogne var kommet til.
Selv om design og arkitekturen på stationerne minder om Prags Metrostationer er det sporvognskompagniet, der driver Petřín Kabelbane og har fælles billetter hermed.

## Tekniske data
Petřín Kabelbane har følgende tekniske specifikationer:
- Længde i alt: 510 meter
- Højdeforskel fra bund til top: 130 meter
- Maximum stigningsgrad: 29,5%
- Antal vogne: 2
- Banetype: Enkeltsporet med vigespor midtvejs
- Sporvidde: Standard-sporvidde (1,435 meter)
- Kapacitet: 100 passagerer pr. vogn
- Drivmiddel: Elektricitet

## Billedgalleri
- Vogn nr. 2 i dalstationen "Újezd", som er bygget ind i et ældre hus
- Vigesporet midtvejs, hvor de to vogne kan passere hinanden
- Vognene på vej til at passere hinanden
- Midterstationen "Nebozízek" på Petřín Kabelbane
- Midterstationen med Prags borg i baggrunden
- Vogn nr. 1 nær toppen
- Vogn nr. 2 på vej ind i bjergstationen "Petřín"
- Vognførerens arbejdsplads
- Den nederste station "Újezd"
- Stationen "Petřín"